# 前原滉
前原 滉（まえはら こう、1992年〈平成4年〉11月20日 - ）は、日本の俳優。宮城県仙台市出身、トライストーン・エンタテイメント所属。

## 略歴・人物
高校卒業後、同事務所の養成機関に入所し、2015年6月より事務所所属となる。
2013年1月、『話半分』で舞台初出演。
2014年6月28日、スペシャルドラマ『奇跡の教室』でテレビドラマ初出演。
2015年8月29日、映画『S -最後の警官- 奪還 RECOVERY OF OUR FUTURE』に出演し、映画初出演。
2016年、1月期金曜ドラマ『わたしを離さないで』（TBS）の第4話・第6話に出演し、民放連続ドラマ初出演。
2017年、大河ドラマ『おんな城主 直虎』（NHK）第13話より角太郎役を演じて、NHK大河ドラマ初出演。同年10月期日曜劇場『陸王』（TBS）で『小さな巨人』の第1話に続き二度目の日曜劇場に出演し、連続ドラマで初めてレギュラー出演。
2018年、下半期連続テレビ小説『まんぷく』（NHK）で小松原完二役を演じて、NHK朝ドラ初出演。
2019年、4月期日曜ドラマ『あなたの番です』（日本テレビ）でマンションの管理人・蓬田蓮太郎役を演じて、大きく注目を集めた。
2020年、1月期ドラマ25『直ちゃんは小学三年生』（テレビ東京）で連続ドラマで初めて主要キャストとしてテレビドラマに出演。2年後、2022年10月に『直ちゃんは小学五年生』として続編にも出演した。同年5月に自身のYouTubeチャンネルを開設。
2021年3月26日、映画『きまじめ楽隊のぼんやり戦争』で映画初主演。同年4月2日、主演映画『彼女未来』でAWARD CEREMONYにおいて作品賞として準グランプリを受賞したほか、前原自身が最優秀男優賞を受賞した。
2024年12月24日、トークイベント『前原兄弟！？～クリスマスイブの夜～』にて詩を趣味とすることを決定。詩集を出すことも視野に入れている。なお、最初の詩は「恋」をテーマにすることを自ら提案。その意欲的な姿勢に期待が寄せられている。

## 出演

### テレビドラマ
- 奇跡の教室（2014年6月28日、日本テレビ）[4]
- わたしを離さないで 第4話・第6話（2016年2月5日・19日、TBS）
- いつかこの恋を思い出してきっと泣いてしまう 第7話（2016年2月29日、フジテレビ） - 村山 役
- 世界一難しい恋 第3話（2016年4月27日、日本テレビ） - 藤田 役
- ゆとりですがなにか 第5話（2016年5月15日、日本テレビ）
- 重版出来! 第6話、第8話、最終話（2016年5月17日、5月31日、6月14日、TBS） - 書店員 役
- 法医学教室の事件ファイル42（2016年9月10日、テレビ朝日） - 三笠悠斗 役
- 遺産相続弁護士 柿崎真一 第10話（2016年9月15日、読売テレビ・日本テレビ） - 奥田隆（青年期） 役
- ガードセンター24 広域警備指令室（2016年9月16日、日本テレビ）
- コールドケース  〜真実の扉〜 第6話（2016年11月26日、WOWOW）
- 突然ですが、明日結婚します 第2話（2017年1月30日、フジテレビ） - 料理教室の生徒の男性 役
- 大河ドラマ（NHK）
  - おんな城主 直虎 第13回 - 最終回（2017年4月2日 - 12月17日） - 角太郎 役[10]
  - いだてん〜東京オリムピック噺〜 第1回 - 第20回（2019年1月6日 - 5月26日） - 平田 役
  - 鎌倉殿の13人 第17回（2022年5月1日） - 一条忠頼 役[11]
- 小さな巨人 第1話（2017年4月16日、TBS）
- 貴族探偵 第7話（2017年5月29日、フジテレビ） - 竹之内巡査 役
- 愛してたって、秘密はある。 第1話・第6話（2017年7月16日・8月20日、日本テレビ） - 坂本 役
- わにとかげぎす 第4話（2017年8月16日、TBS） - 配達員 役
- 居酒屋ふじ 第7話（2017年8月20日、テレビ東京）
- 全力失踪 第1話（2017年9月3日、NHK BSプレミアム） - 北沢 役
- 下北沢ダイハード 最終話「父親になりすます男」（2017年9月30日、テレビ東京） - タカシ 役
- 陸王（2017年10月15日 - 12月24日、TBS） - 加瀬尚之 役
- 隣の家族は青く見える（2018年1月18日 - 3月22日、フジテレビ） - 糸川啓太 役
- 正義のセ 第4話（2018年5月2日、日本テレビ） - 近藤将太 役
- ダブル・ファンタジー 第3話（2018年6月30日、WOWOW）
- 絶対零度 〜未然犯罪潜入捜査〜 第3話（2018年7月23日、フジテレビ） - 大谷昌大 役
- 部活、好きじゃなきゃダメですか? 第2話・第4話（2018年10月30日・11月13日、日本テレビ） - 茂野六郎 役
- 連続テレビ小説（NHK）
  - まんぷく 第33回 - 第72回（2018年11月7日 - 12月22日） - 小松原完二 役
  - らんまん 第32回 - 第130回（2023年5月16日 - 9月29日） - 波多野泰久 役
- 獣になれない私たち 第5話（2018年11月7日、日本テレビ） - 花井克己（独身時代） 役
- イノセンス 冤罪弁護士 第2話（2019年1月26日、日本テレビ） - 原田健 役
- JOKER×FACE 第5話・第6話（2019年2月12日・19日、フジテレビ） - 武田 役
- 不甲斐ないこの感性を愛してる（2019年4月1日、フジテレビ） - 村上 役
- スパイラル〜町工場の奇跡〜（2019年4月15日 - 6月3日、テレビ東京） - 田丸学 役[12]
- 執事 西園寺の名推理2 第3話（2019年5月10日、テレビ東京） - 向井正 役
- あなたの番です 第7話 - 最終話（2019年5月26日 - 9月8日、日本テレビ） - 蓬田蓮太郎 役
  - 劇場版公開記念!「あなたの番です」完全新撮スペシャル!（2021年12月10日）
- びしょ濡れ探偵 水野羽衣 第5話（2019年8月1日、テレビ東京） - 田所智也 役[13]
- いつか、眠りにつく日 第4話・第5話（2019年8月6日・13日、フジテレビ） - カクガリ 役[14]
- カフカの東京絶望日記 第1話・第2話（2019年9月13日・20日、MBS） - 天童サトル 役[15]
- あの家に暮らす四人の女（2019年9月30日、テレビ東京） - 三上翔太 役[16]
- 江戸前の旬 season2 第2貫（2019年10月27日、BSテレ東） - 阿光春樹 役
- 三浦部長、本日付けで女性になります。（2020年3月21日、NHK総合）
- アンサング・シンデレラ 病院薬剤師の処方箋 第1話・最終話（2020年7月16日・9月24日、フジテレビ） - 道場健太郎 役[17][18]
- 私たちはどうかしている（2020年8月12日 - 9月30日、日本テレビ） - 安部大吾 役[19]
- レンタルなんもしない人 最終話（2020年10月1日、テレビ東京） - 奥山康弘 役[20]
- バベル九朔（2020年10月20日 - 12月22日、日本テレビ） - 双見くん 役[21]
- 38歳バツイチ独身女がマッチングアプリをやってみた結果日記 第1話（2020年11月19日、テレビ東京） - 大学生くん 役[22]
- 今野敏サスペンス 鬼火 警視庁強行犯係・樋口顕（2020年12月14日、テレビ東京） - 荒井英夫 役[23]
- 逃げるは恥だが役に立つ ガンバレ人類! 新春スペシャル!!（2021年1月2日、TBS） - 渡辺 役
- 直ちゃんは小学三年生（2021年1月9日 - 2月13日、テレビ東京） - てつちん 役[6]
  - 直ちゃんは小学五年生（2022年10月6日 - 13日）[7]
- 俺の家の話 第2話 - 最終話（2021年1月29日 - 3月26日、TBS） - 早川トオル 役
- 西荻窪 三ツ星洋酒堂 第5話（2021年3月11日） - 神田幸平 役[24]
- IP～サイバー捜査班 第2話（2021年7月8日、テレビ朝日） - 石山翔太 役[25]
- サ道2021 第4話（2021年7月31日、テレビ東京） - 小倉くん 役
- 阿佐ヶ谷姉妹ののほほんふたり暮らし（2021年11月8日 - 12月、NHK総合） - 大高（阿佐ヶ谷姉妹のマネージャー）役
- 前科者 -新米保護司・阿川佳代- 第6話（2021年12月25日、WOWOW）
- モクドラF ケイ×ヤク -あぶない相棒- 第4話・第5話（2022年2月3日・10日、日本テレビ） - 澤口実 役[26][27]
- しもべえ 第7話・第8話（2022年3月25日、NHK総合） - 岩崎春樹 役
- 卒業タイムリミット 第8話（2022年4月14日、NHK総合） - 油谷 役
- 正直不動産 第3話（2022年4月19日、NHK総合） - 根尾祐樹 役
- ユニコーンに乗って（2022年7月5日 - 9月6日、TBS） - 栗木次郎 役[28]
- 風よあらしよ（2022年9月4日 - 18日、NHK BSプレミアム・NHK BS4K） - 近藤巡査 役
- 祈りのカルテ 研修医の謎解き診察記録 第2話（2022年10月15日、日本テレビ） - 若宮悟志 役
- ぴーすおぶけーき 第1話（2022年10月26日、日本テレビ） - 一ノ瀬望 役
- すきすきワンワン! 第3話（2023年2月7日、日本テレビ） - 比嘉光太郎 役[29]
- 名探偵だった俺が転生したら赤ちゃんだった件（2023年2月18日、中京テレビ） - 御園生のお父さん 役[30]
- とりあえずカンパイしませんか?（2023年3月2日 - 3月23日、テレビ東京） - 山田 役[31]
- 3年VR組（2023年3月27日、関西テレビ） - 主演・内田隼斗 役[32]
- ソロ活女子のススメ3 第4話（2023年4月27日、テレビ東京） - ボードゲームカフェの客 役[33]
- ラストマン-全盲の捜査官- 第6話（2023年5月28日、TBS） - 宇佐美翔 役[34]
- ゆりあ先生の赤い糸（2023年10月26日、テレビ朝日） - 小田山源 役
- うちの弁護士は手がかかる 第6話（2023年11月17日、フジテレビ） - 上山田 役
- 日本テレビ開局70年スペシャルドラマ「テレビ報道記者〜ニュースをつないだ女たち〜」（2024年3月5日、日本テレビ） - 久我健人 役[35]
- VRおじさんの初恋（2024年4月1日 - 5月23日、NHK総合） - 堀耕助 役[36]
- クラスメイトの女子、全員好きでした（2024年7月11日 - 9月12日、読売テレビ・日本テレビ） - 金子充 役[37]
- スカイキャッスル（2024年7月25日 - 9月26日、テレビ朝日） - 永峰泳児 役[38]
- 離婚弁護士 スパイダー〜慰謝料争奪編〜 第5話（2024年11月2日、日本テレビ） - 木村進次郎 役[39]
- モンスター 第10話・最終話（2024年12月16日・23日、関西テレビ・フジテレビ） - 内海拓未 役[40]
- 119エマージェンシーコール（2025年1月13日 - 3月31日、フジテレビ） - 箕輪健介 役[41]
- 水平線のうた（2025年3月1日・8日、NHK総合・NHK BSプレミアム4K） - 谷口 役[42]
- 波うららかに、めおと日和 第3話（2025年5月8日、フジテレビ） - テーラークサカベの店主 役[43]
- なんで私が神説教 第5話・第7話（2025年5月10日・24日、日本テレビ） - 山崎大 役[44]
- 能面検事 第2話（2025年7月18日、テレビ東京） - 谷田貝聡 役[45]

### 映画
- S -最後の警官- 奪還 RECOVERY OF OUR FUTURE（2015年8月29日、東宝）[3]
- シン・ゴジラ（2016年7月29日、東宝）
- だれかの木琴（2016年9月10日、キノフィルムズ） - 西山大樹 役
- 何者（2016年10月15日、東宝）
- 聖の青春（2016年11月19日、KADOKAWA）
- 3月のライオン 前編（2017年3月18日、東宝 / アスミック・エース） - 蜂谷すばる 役
- 笑う招き猫（2017年4月29日、DLE） - 土屋 役
- トリガール!（2017年9月1日、ショウゲート） - 横原 役
- あゝ、荒野（2017年10月7日前編 / 10月21日後編、スターサンズ） - 川崎敬三 役
- 全員死刑（2017年11月18日、日活 / 東京テアトル）
- 探偵はBARにいる3（2017年12月1日、東映） - 原田誠 役
- 世界でいちばん長い写真（2018年6月23日、スターキャット / キャンター） - 舘沼敦 役
- 銀魂2 掟は破るためにこそある（2018年8月17日、ワーナー・ブラザース映画）
- 億男（2018年10月19日、東宝）
- 栞（2018年10月26日、NexTone） - 永田健斗 役
- 母さんがどんなに僕を嫌いでも（2018年11月16日、REGENTS） - 天野 役
- うちの執事が言うことには（2019年5月17日、東映） - 芽雛川肇大 役
- 劇場版 ファイナルファンタジーXIV 光のお父さん（2019年6月21日、ギャガ） - 工藤賢介 役
- JKエレジー（2019年8月9日、16bit.inc） - 梅田トキオ 役[46]
- シグナル100（2020年1月24日、東映） - 関克美 役[47]
- とんかつDJアゲ太郎（2020年10月30日、ワーナー・ブラザース映画） - 平積タカシ 役[48]
- きまじめ楽隊のぼんやり戦争（2021年3月26日、ビターズ・エンド） - 主演・露木 役[8]
- 彼女来来（2021年6月18日、SPOTTDD PRODCTION） - 主演・佐⽥紀夫 役[49]
- 由宇子の天秤（2021年11月1日、ビターズ・エンド） - 和之 役[50]
- ずっと独身でいるつもり?（2021年11月19日、日活）
- あなたの番です 劇場版（2021年12月10日、東宝） - 蓮田蓮太郎 役[51]
- さかなのこ（2022年9月1日、東京テアトル） - ツッパリ 役[52]
- そばかす（2022年12月16日、ラビットハウス）[53]
- 散歩時間〜その日を待ちながら〜（2022年12月19日、アメリカンビスタ） - 主演・亮介 役[54]
- 岸辺露伴 ルーヴルへ行く（2023年5月26日、アスミック・エース） - カワイ 役[55]
- 沈黙の艦隊（2023年9月29日、東宝） - 溝口拓男 役[56]
  - 沈黙の艦隊 北極海大海戦（2025年9月26日公開予定、東宝）[57]
- メロスの誕生（2023年12月18日、日本映画専門チャンネル） - 世良 役[58][59]
- 笑いのカイブツ（2024年1月5日、ショウゲート / アニモプロデュース） - 氏家 役[60]
- 風よ あらしよ 劇場版（2024年2月9日、太秦） - 近藤巡査 役[61]
- マッチング（2024年2月23日、KADOKAWA） - 和田拓馬 役[62]
- ありきたりな言葉じゃなくて（2024年12月20日、ラビットハウス） - 主演・藤田拓也 役[63]
- アンダーニンジャ（2025年1月24日公開予定、東宝） - 小津 役[64]
- ブルーボーイ事件（2025年11月14日公開予定、日活 / KDDI） - 若村篤彦 役[65][66]
- 君の顔では泣けない（2025年11月14日公開予定、ハピネットファントム・スタジオ） - 蓮見涼 役[67]

### 舞台
- 話半分（2013年1月18日 - 20日、明石スタジオ）
- ばたふらい 蜜（2013年12月4日 - 8日、ギャラリーサイズ）
- tadpoleータッドポールー（2014年4月3日 - 6日、ウッディシアター中目黒）
- あ・ら・かると岸田國士（2014年8月6日 - 10日、Ito・M・Studio）
- 岸田國士の思案（2015年5月26日 - 31日、日暮里ARTCAFE百舌）
- AZUMI 幕末編（2015年9月11日 - 24日、新国立劇場中劇場）
- FORTUNE（2020年1月14日 - 2月2日、東京芸術劇場 プレイハウス / 2月7日 - 9日、まつもと市民芸術館 大ホール / 2月15日 - 23日、森ノ宮ピロティホール / 2月27日、北九州芸術劇場 大ホール） - リチャード・マグウィガン 役[68]
- DISCOVER WORLD THEATRE vol.11『ウェンディ&ピーターパン』（2021年8月13日 - 9月5日、Bunkamura オーチャードホール） - マイケル 役[69]
- パルコ・プロデュース2022「セールスマンの死」（2022年4月4日 - 29日、PARCO劇場 / 5月3日、まつもと市民芸術館 / 5月7日・8日、ロームシアター京都 / 5月13日 - 15日、穂の国とよはし芸術劇場PLAT / 5月19日 - 22日、兵庫県立芸術文化センター / 5月27日 - 29日、北九州芸術劇場） - バーナード 役[70][71]
- パルコ・プロデュース2023「桜の園」
- PARCO PRODUCE 2024「リア王」（2024年3月8日 - 31日、東京芸術劇場 プレイハウス / 4月6日・7日、りゅーとぴあ 新潟市民芸術文化会館 劇場 / 4月13日・14日、刈谷市総合文化センター アイリス 大ホール / 4月18日 - 21日、SkyシアターMBS / 4月25日・26日、キャナルシティ劇場 / 5月2日、まつもと市民芸術館 主ホール） - オズワルド 役[72][73]

### 配信ドラマ
- みずほフィナンシャルグループ Pepper the Movie「404」（2016年3月14日）
- 東京ヴァンパイアホテル（2017年6月16日、Amazon Prime Video）
- いつか、眠りにつく日 第4話・第5話（2019年4月2日・9日、FOD） - カクガリ 役
- カフカの東京絶望日記（2019年4月2日・9日、バンダイナムコアーツYouTubeチャンネル） - 天童サトル 役
- L 礼香の真実（2020年6月28日・7月5日、ABEMAプレミアム） - 工藤真一 役[74]
- ヒヤマケンタロウの妊娠（2022年4月21日、Netflix）[75]
- 仮面ライダーBLACK SUN（2022年10月28日、Amazon Prime Video） - 南光三 役
- First Love 初恋（2022年11月24日、Netflix） - 峯田眞一 役[76]
- Hulu U35クリエイターズ・チャレンジ「姉にヒュッゲを教えたい」（2023年4月配信、Hulu） - 小島遊宗 役[77]
- 離婚しようよ（2023年6月22日、Netflix） - 赤シャツ 役[78]
- 沈黙の艦隊 シーズン1 〜東京湾大海戦〜（2024年2月9日 - 、Amazon Prime Video） - 溝口拓男 役[79]
- 1122 いいふうふ（2024年6月14日 - 28日、Amazon Prime Video） - ホテルのフロントマン 役[80]
- 透明なわたしたち（2024年9月16日 - 10月21日、ABEMA） - 小山修平 役[81]

### 配信映画
- 結婚学入門（2025年9月3日配信予定、Amazon Prime Video） - 金子達也 役[82]

### CM
- NTTドコモ dTV「男の本音」篇（2015年）
- コール オブ デューティ ブラックオプス3「北」篇（2015年）
- 宮崎県小林市 地域振興CM「山奥」篇（2015年）
- JRA-VAN「My注目馬」篇（2016年）
- チケットキャンプ「行きます」篇（2016年）
- マイナビ転職「やりたいことはこれから」篇（2018年）
- 桐灰化学 桐灰カイロ マグマ「めっちゃ熱いカイロ！マグマ 工事現場」篇（2018年）
- GO (タクシー配車サービス) タクシーアプリ「GO」「GOする！GO PAY篇」「GOする！取り合い篇」「GOする！雨の日篇」「GOする！ＡＩ予約篇」「GOする！クーポン マイル篇」（2021年）

### ラジオドラマ
- サタデードラマハウス 美男子劇場「魔のつぶやき」（2017年2月5日 - 26日、JFN） - 清水龍太 / 女子3 役[83]
- ラジオシアター〜文学の扉（TBSラジオ）
  - 「山鴫」（2021年6月6日）
  - 「奇怪な再会」（2021年6月13日）
- FMシアター（NHK-FM）
  - 「卒母奮闘記」（2023年11月25日）[84]
  - 「父さんが会いにきた」（2024年5月18日） - 鈴木諒介 役[85]

### ミュージック・ビデオ
- YUKI「やたらとシンクロニシティ」（2019年）
- ズーカラデル「ノエル」（2021年）

### その他
- TOHOシネマズ新宿 シネアド「チケット半券サービスPRムービー」（2016年8月13日 - ）
- 第35回 マイナビ 東京ガールズコレクション 2022 AUTUMN / WINTER（2022年9月3日）[86][87]
- 前原兄弟！？～クリスマスイブの夜～ 梅田Lateral（2024年12月24日）